# Iglesia vieja de Sabugo
La iglesia de Santo Tomás de Canterbury, popularmente conocida como iglesia vieja de Sabugo, es un templo de la villa de Avilés (Principado de Asturias, España).
Debe su denominación popular a encontrarse emplazada en el centro del antiguo pueblo de pescadores de Sabugo, en la actual plaza del Carbayo de Avilés, extramuros de la cerca medieval que protegía a la villa. Se trata de una iglesia románica iniciada, quizás, en el siglo XIII.

## Descripción
El templo es de nave única y planta basilical rematando en cabecera semicircular orientada al este y precedida de tramo recto.

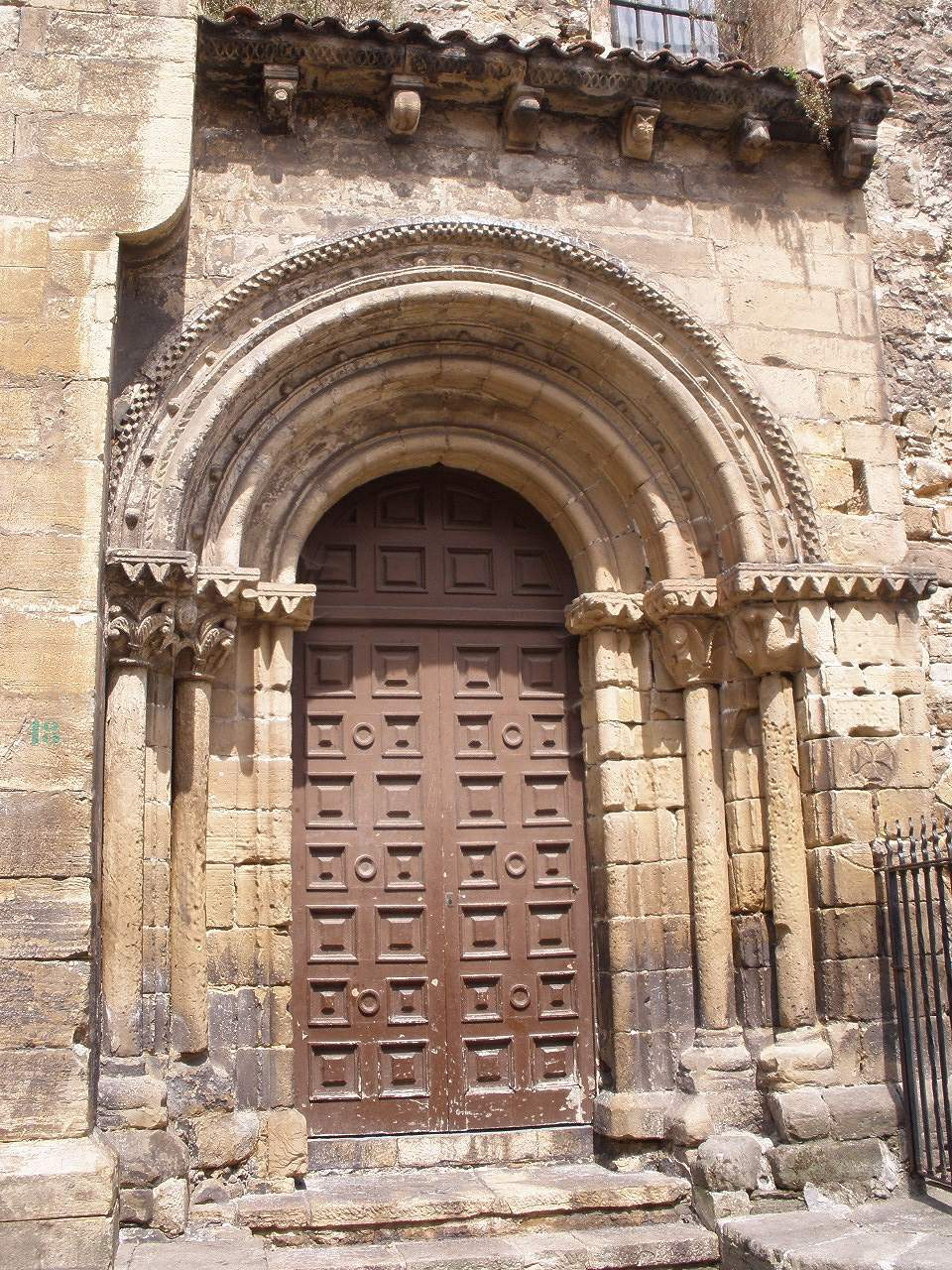
Portada meridional.

En el lado meridional se abre una portada en arimez con tres arcos de medio punto con guardapolvo y capiteles que combinan los motivos decorativos vegetales con las figuras humanas y de animales. Un tejaroz sobre canecillos la guarece.
A los pies se halla la fachada principal, que presenta una portada en resalte y pronunciado abocinamiento, la integran cuatro arquivoltas, en ojiva, con molduras de bocel y medias cañas desornamentadas, que apean en columnas rematadas por cuatro capiteles a cada lado con tallas en las que se combinan los motivos fitomórficos, con los antropomórficos y zoomórficos, colocándose en jambas acodilladas.
El interior del templo es un espacio amplio con una tribuna elevada a los pies, dos capillas en el lado del evangelio y la cabecera en semicírculo.

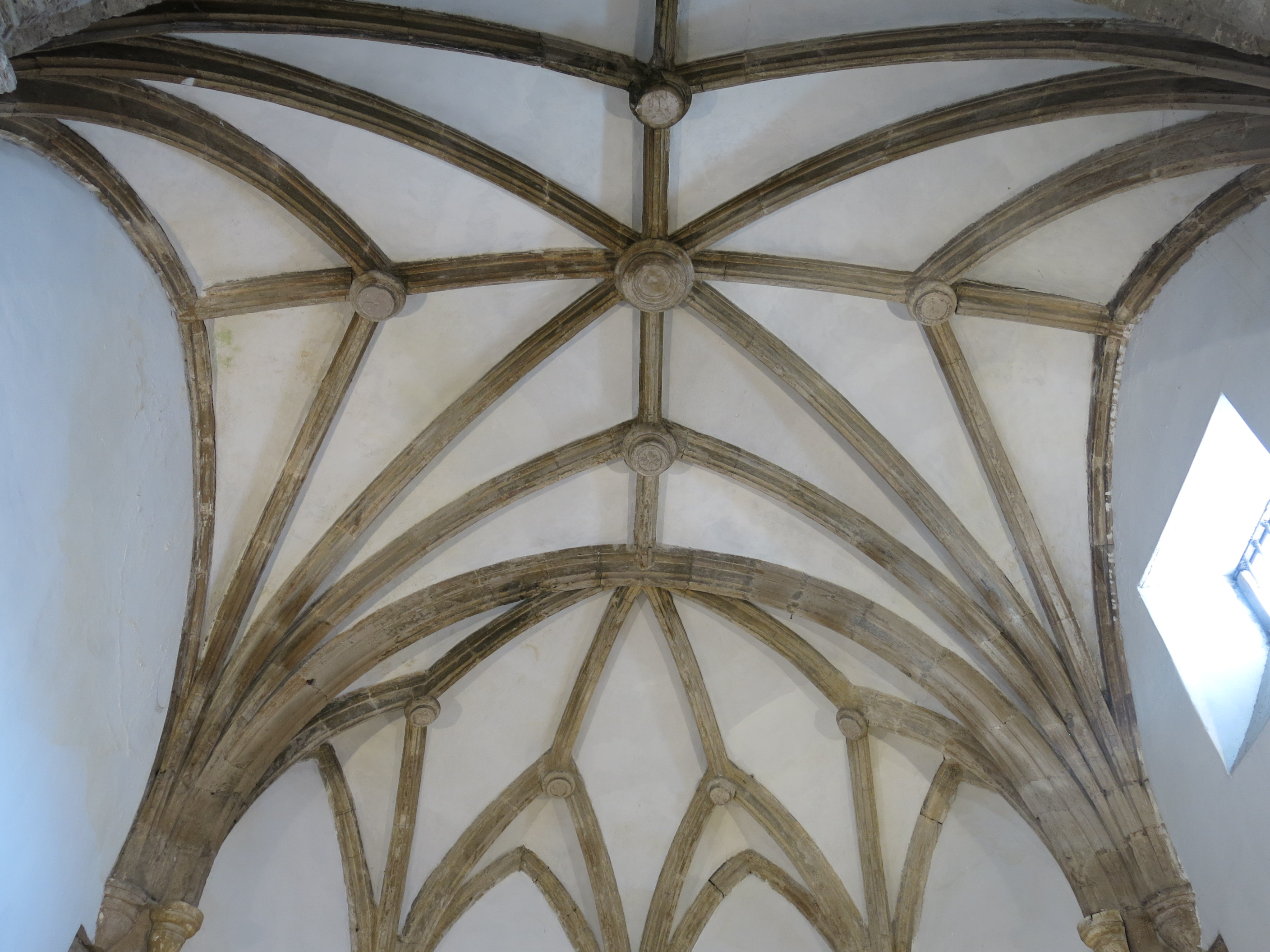
Bóveda.

El edificio en origen cubría su amplia nave con armadura de madera vista y la cabecera con bóveda de cañón precedida de horno; un gran arco de triunfo apuntado de doble rosca precede la boca de acceso al altar. Estas cubiertas cambiaron, a raíz de las reformas acaecidas en los siglos XV-XVI y XVIII, por las que hoy día conservamos la bóveda con lunetos.
Estas intervenciones trajeron como consecuencia que algunas saeteras fuesen cegadas, se abrieran ventanas de mayor tamaño en la nave, se recrecieran los muros portantes y para contrarrestar el peso de la cubierta se situaran tres gruesos contrafuertes o estribos en el muro meridional, mientras que en el lado septentrional esta función de contrarresto la hacían tres capillas, quedando reducido su número en la actualidad a dos.
Adosado en la base exterior del muro meridional existe un banco de piedra corrido que sirvió para acoger, entre otros, a los miembros del gremio de mareantes que se reunían y protegían bajo un pórtico o cabildo de mampostería y cubierto con armadura de madera, que fue definitivamente retirado a comienzos del siglo XX, quedando aún en los muros las piedras de descanso que debieron servir como soporte a la misma.